# Jared Diamond
Jared Mason Diamond (n. 10 septembrie 1937, Boston, Massachusetts, SUA) este un geograf, istoric și antropolog american, precum și un scriitor cunoscut în primul rând pentru cărțile sale de popularizare a științei Al treilea cimpanzeu (1991, engl. The Third Chimpanzee); Arme, viruși și oțel (1997, engl. Guns, Germs and Steel, distinsă cu Premiul Pulitzer); Collapse (2005); și The World until Yesterday (2012). Studiind inițial fiziologia, Diamond este cunoscut pentru activitatea sa într-o mulțime de domenii, precum antropologia, ecologia, geografia și biologia evoluției. El este profesor de geografie la Universitatea Californiei din Los Angeles. 
În 2005, Diamond s-a clasat al nouălea într-un sondaj realizat de către publicațiile Prospect și Foreign Policy privind 100 cei mai influenți intelectuali publici ai lumii.

## Origine și studii
Diamond s-a născut pe 10 septembrie 1937 în Boston, Massachusetts, Statele Unite. Părinții săi proveneau din familii de evrei așkenazi, care au imigrat în Statele Unite. Tatăl, Louis Diamond, care s-a născut la Chișinău, este considerat fondatorul hematologiei pediatrice. Mama, Flora (Caplan) a fost profesoară, lingvistă și pianistă.
El a frecventat Roxbury Latin School și și-a luat diploma în antropologie și istorie la Harvard College în 1958 și doctoratul în fiziologia și biofizica membranelor din vezica biliară la Trinity College al Universității Cambridge în 1961.

## Carieră
Încheindu-și studiile doctorale la Cambridge, Diamond a revenit la Harvard în calitate de Junior Fellow până în 1965, și, în 1968, a devenit profesor de fiziologie la Medical School a UCLA. Când avea peste 20 de ani, și-a construit o carieră paralelă în ornitologie și ecologie, specializându-se în Noua Guinee și insulele alăturate. Mai târziu, în cel de-al șaselea deceniu al vieții, a început o a treia carieră în domeniul istoriei mediului și a devenit profesor de geografie la UCLA, postul său actual. De asemenea predă la Universitatea Guido Carlo la Roma. A primit Medalia Națională pentru Știință a Statelor Unite în 1999￼ și Westfield State University i-a acordat un doctorat onorific în 2009.  
Diamond s-a specializat inițial în absorbția sării în vezica biliară. A publicat de asemenea lucrări științifice în domeniul ecologiei și ornitologiei, dar cel mai mult este cunoscut probabil pentru cărțile sale de popularizare a științei, care combină subiecte din diverse domenii, altele decât cele pe care le-a studiat formal. Datorită multilateralității sale academice Diamond a fost descris drept polimat.

## Cărți de popularizare a științei
- 1992: The Third Chimpanzee: The Evolution and Future of the Human Animal (ISBN 0-06-098403-1) Tradus în română: Al treilea cimpanzeu: Evoluția și viitorul Omului
- 1997: Guns, Germs, and Steel: The Fates of Human Societies (ISBN 978-0-099-30278-0). Tradus în română: Arme, viruși și oțel: Soarta societăților umane Această carte pune întrebarea de ce anume popoarele Eurasiei au cucerit sau au eliminat indigenii americani, africani și australieni, și nu viceversa. Se argumentează că s-a ajuns la aceasta nu datorită unor presupuse avantaje biologice ale popoarelor eurasiatice în sine, ci datorită caracteristicilor continentului eurasiatic, în particular, a marii sale diversități de specii animale și vegetale potrivite pentru domesticire și axei sale majore est-vest care facilitează răspâdirea pe distanțe mari de-a lungul zonelor climatice a speciilor domesticite, a persoanelor și a tehnologiilor. Arme, viruși și oțel a devenit bestseller internațional și a fost distinsă cu mai multe premii, printre care Pulitzer, Aventis și Phi Beta Kappa. National Geographic Society a produs pe baza cărții un serial documentar în 2005.
- 1997: Why Is Sex Fun?(ISBN 0-465-03127-7)
- 2005: Collapse: How Societies Choose to Fail or Succeed (ISBN 978-0241958681)
- 2010: Natural Experiments of History, cu James A. Robinson (ISBN 0-674-03557-7)
- 2012: The World until Yesterday: What Can We Learn from Traditional Societies? (ISBN 978-0141024486)
- 2015: The Third Chimpanzee for Young People: The Evolution and Future of the Human Animal (ISBN 9781609806118)
- 2019: Upheaval: How Nations Cope with Crisis and Change (ISBN 978-0316409131)

## Viața personală
Diamond este căsătorit cu Marie Cohen, nepoata omului politic polonez Edward Werner. Au doi fii gemeni, născuți în 1987.